# I høst
I høst er et maleri af L.A. Ring fra 1885. Det betragtes som et af hans hovedværker. Maleriet viser L.A. Rings bror, Ole Peter Andersen, der ved at høste med le på sin gård i Tehusene ved Fakse på Sydsjælland. På det store lærred var der et slettet maleri af Drænrørsgravere. Det blev brugt til en høstscene baseret på studier af broderens bevægelse. Kunstnerisk er Rings forbillede den franske maler Jean-François Millets gengivelser af det hårde og nøjsomme liv på landet.
Maleriet er et af de meget få, hvortil Ring brugte tegnede og malede forstudier. I 1886 udførte han en pastel med samme motiv i mindre format. Det findes i Loeb Danish Art Collection.
Det er et monumentalt portræt, men ikke af broderen, der har sit ansigt skjult, men af landarbejderen. Men det er også en skildring af manden med leen.
Den meget høje horisontlinje er karakteristisk for mange af Rings værker.

## Proveniens
Blev givet til den danske stat i 1955 af direktør O. P. Christensen. .
Et værk af Ring med titlen I Høst var i Holger Drachmanns eje, til det blev solgt ved auktion i 1895